# 戎上德
戎上德，字聿修，浙江鄞县人，祖籍江蘇蘇州，清初政治人物。

## 生平
出自鄞县（今属宁波市鄞州区）天官第戎家。顺治九年（1652年），登进士第。授大理寺评事，擢户部主事，出巡长芦盐政。康熙十五年(1676年)，任会试同考官，升鸿胪寺少卿，转任光禄寺卿。康熙十七年（1678年），累官通政使司右参议，卒于任上。擅书法，尤善楷书，颇得唐人楷法。
孙康熙进士戎澄。